# Leucanthemum subglaucum
Leucanthemum subglaucum là một loài thực vật có hoa trong họ Cúc. Loài này được De Laramb. mô tả khoa học đầu tiên năm 1861.